# Preston-Potter Hollow
Preston-Potter Hollow est une census-designated place du comté d'Albany, dans l'État de New York, aux États-Unis,. En 2020, elle compte une population de 367 habitants.